# Katedra w Chioggii

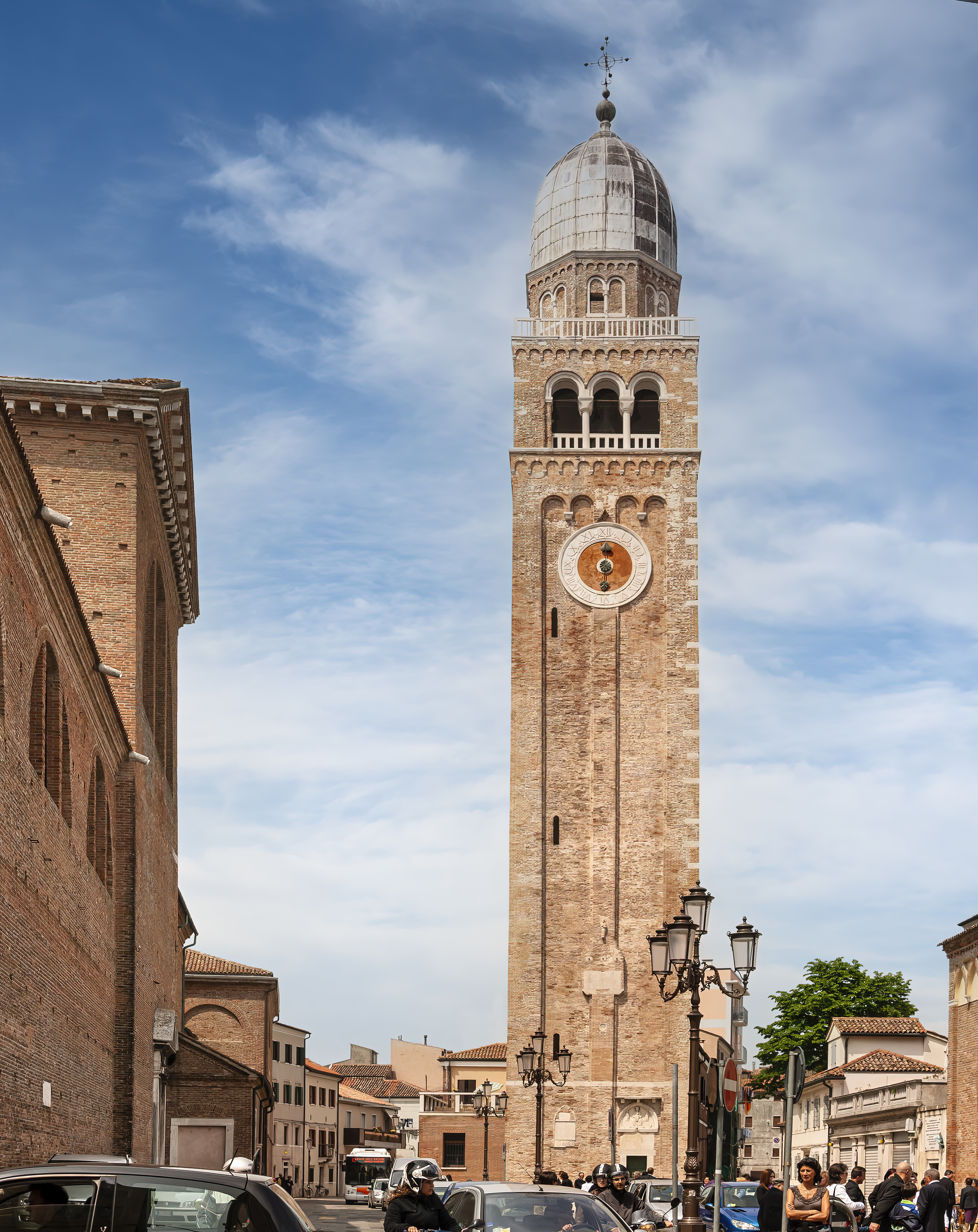
Kampanila

Katedra w Chioggii (wł. Cattedrale di Chioggia; oficjalna nazwa: Cattedrale Santa Maria Assunta di Chioggia – katedra Wniebowzięcia Najświętszej Maryi Panny w Chioggii) – rzymskokatolicki kościół w Chioggii, siedziba biskupa diecezji Chioggii.

## Historia
Historia Chioggii sięga czasów rzymskich. W czasach późniejszych dzięki swoim związkom z Republiką Wenecką otrzymała ona specjalne przywileje, a od XI wieku statuty miejskie, stanowiąc drugie co do ważności miasto Republiki.
Chioggia zyskała na znaczeniu, gdy w 1110 roku przeniesiono do niej biskupstwo z Malamocco. Wówczas w południowo-zachodnim narożniku miasta, obok bramy miejskiej rozpoczęto budowę katedry, zaplanowanej też jako miejsce przechowywania relikwii nowych patronów miasta, Świętych Feliksa i Fortunata. Katedrę zbudowano na fundamentach antycznej świątyni, o której wiadomości sięgają roku 1000 (a pochodzącej być może z VIII wieku), noszącej wezwanie Najświętszej Maryi Panny, Matki Bożej (wł. Santa Maria Madre di Dio).
Nowo wzniesiona katedra była świadectwem ówczesnej wielkości i bogactwa Chioggii. Została zbudowana na planie bazyliki typu rawenneńskiego, z długą nawą środkową, dwiema nawami bocznymi i półkolistą apsydą na wschodnim krańcu. Była w przybliżeniu współczesna zachowanej bazylice Sant'Eufemia w Grado i odbudowanej katedrze na Torcello, a dokładnie współczesna kościołowi San Donato na Murano. Plan katedry był bardzo podobny do planu bazyliki w Grado, miała ona 63 m długości i 45 m szerokości w transepcie. Był to ogromny, imponujący kościół na całej Lagunie Weneckiej, ustępujący tylko bazylice św. Marka w Wenecji.
W 1379 roku pod Chioggią rozegrała się bitwa morska pomiędzy Republiką Wenecką a Republiką Genui, w wyniku której miasto poniosło wielkie straty tracąc bezpowrotnie swoją dotychczasową świetność i znaczenie. Sama katedra uniknęła jednak większych zniszczeń, niezbędne okazały się jedynie drobne naprawy.
Katedra została zniszczona przez pożar w nocy z 25 na 26 grudnia 1623 roku.
Prace nad jej odbudową zlecono architektowi Baldassare Longhenie, który przedstawił projekt łączący w harmonijną całość dwa porządki koryncki i joński. Kamień węgielny pod odbudowę położył 15 sierpnia 1624 roku kanonik Pietro Morari. W ciągu trzech lat odbudowano konstrukcję zewnętrzną katedry. Pierwsza msza została odprawiona 21 września 1627 roku, kościół został pobłogosławiony i otwarty na stałe dla potrzeb kultu w 1648 roku, a jego konsekracja odbyła się 27 maja 1674 roku. W latach 1627–1671 odbudowano wnętrze świątyni, wzniesiono ołtarze i namalowano liczne obrazy, o wielkiej wartości artystycznej.
Wokół świątyni umieszczono 51 pionowych nagrobków i 34 poziome inskrypcje nagrobne.
Pod koniec XVII i na początku XVIII wieku położono nową posadzkę i udekorowano dwie kaplice boczne: Najświętszego Sakramentu i Świętych Patronów, zbudowano też drewniany chór w obszernym prezbiterium. Na ścianie zewnętrznej umieszczono marmurowe rzeźby Świętych Męczenników Feliksa i Fortunata, patronów miasta i diecezji Chioggia.
W 1988 roku runął fragment transeptu niszcząc część wyposażenia wnętrza. Zniszczenia naprawiono i katedrę ponownie otwarto dla wiernych w 1992 roku.

## Architektura

### Wygląd zewnętrzny
Katedra ma prostą fasadę z klasycystycznym portalem. Z jej lewej strony znajduje się XV-wieczny sarkofag i fontanna, zbudowana z kolumn, maszkaronów i herbów pochodzących z pierwotnej budowli. Z prawej strony znajduje się wydatna, XIV-wieczna dzwonnica z loggią na dzwony, nakryta ośmiobocznym bębnem, zwieńczonym kopułą. Z wysokiej na 64 m wieży roztacza się widok na miasto i lagunę.

### Wnętrze

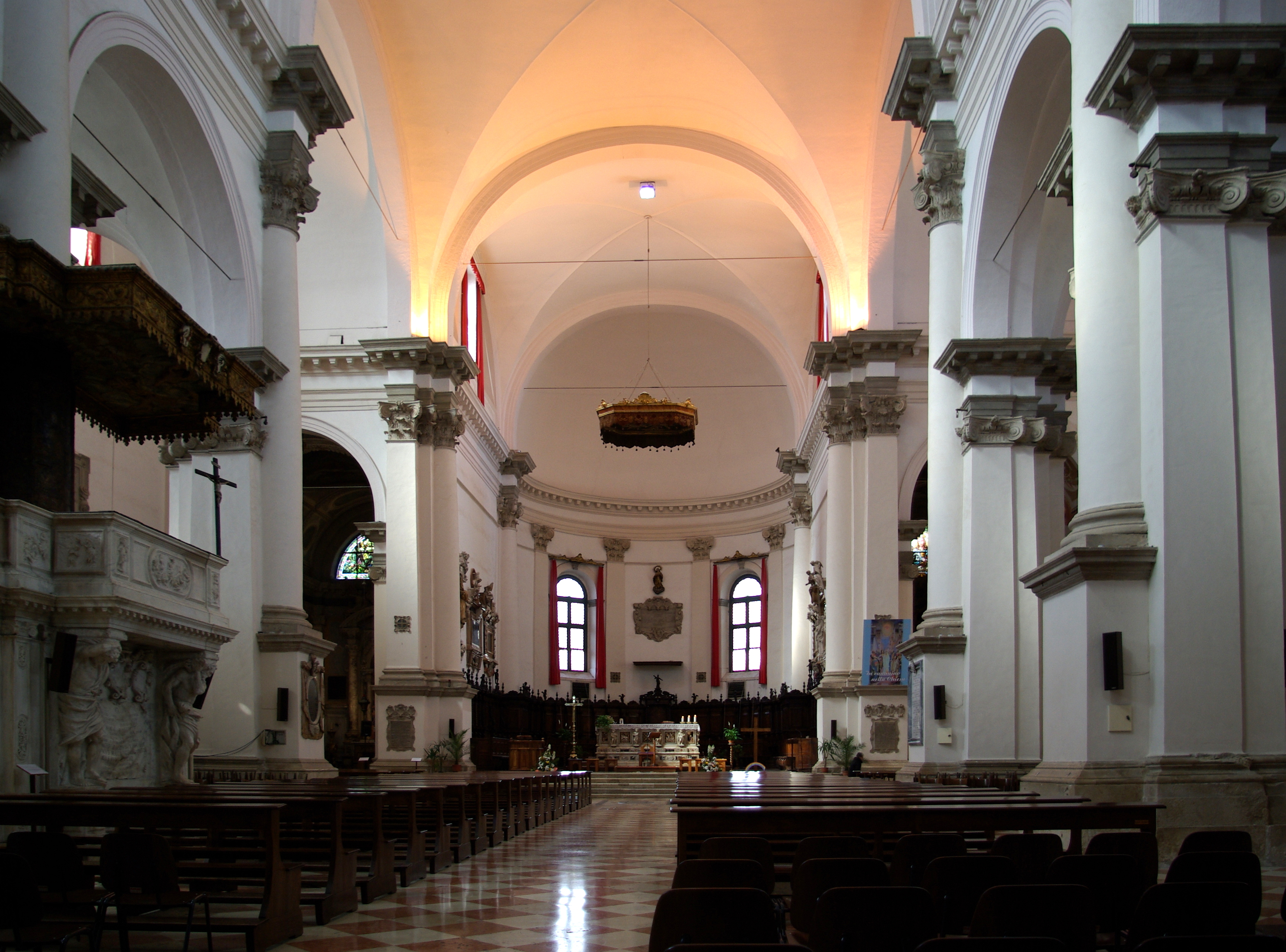
Wnętrze katedry

#### Chrzcielnica
Na ścianie w głębi lewej nawy znajduje się chrzcielnica, dzieło weneckiego artysty Alvise Tagliapietry. Jest ona jednym z arcydzieł, które zdobią katedrę. Wykonana pomiędzy 1700 i 1708 rokiem stanowi harmonijną kompozycję o treści religijnej, wzbogaconą motywami roślinnymi, charakterystycznymi dla sztuki barokowej. Przedstawia konstrukcję z fontanną w kształcie piramidy. Czasza chrzcielnicy, wsparta na marmurowej podstawie, jest przykryta pozłacaną miedzianą pokrywą. Za chrzcielnicą znajduje się płaskorzeźba przedstawiająca Chrzest Pański. W jej narożnikach zostały przedstawione symboliczne wyobrażenia cnót teologalnych. Na szczycie widnieje alegoria Wiary, ukazana jako postać kobieca, której oczy są częściowo przysłonięte welonem, co ma oznaczać niezdolność człowieka do przeniknięcia tajemnic boskich. Po lewej stronie znajduje się Miłość, przedstawiona jako matka, która troskliwie przytula swoje dzieci, a po prawej  – Nadzieja, ukazana jako postać w pozycji siedzącej, z nogami wspartymi na potężnej kotwicy.

#### Ambona

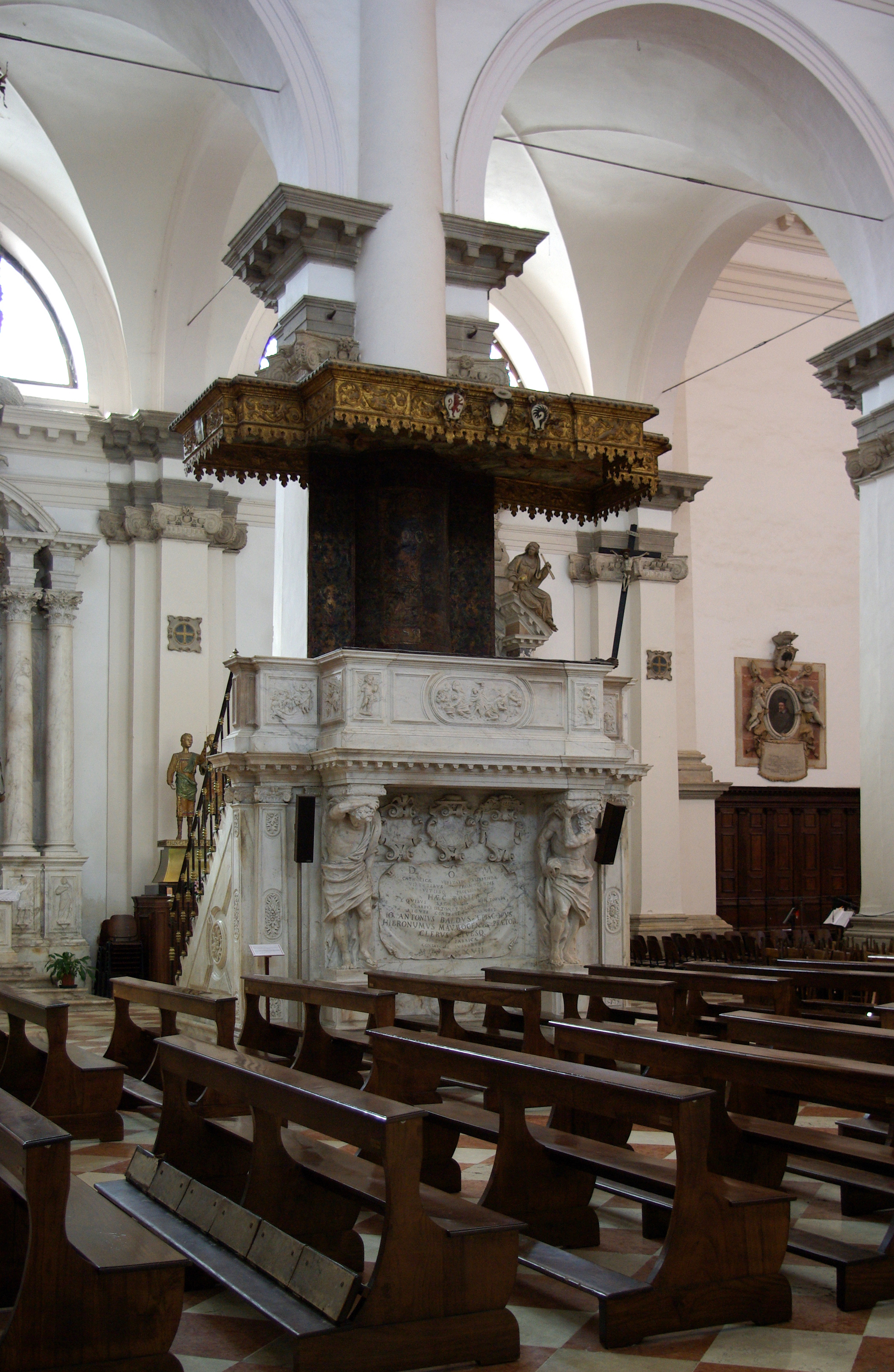
Ambona

Ambona stanowi efekt współpracy pomiędzy Bartolomeo Cavalierim, głównym twórcą monumentalnej konstrukcji, znajdującej się przy środkowym, lewym pilastrze nawy głównej, a Domenico Negrim, twórcą marmurowych okładzin. Wykonana z białego marmuru karraryjskiego ambona jest wsparta na dwóch okazałych atlantach, inspirowanych sztuką Michała Anioła. Ambonę zdobią sceny przedstawiające Chrzest Jezusa, Jego wjazd do Jerozolimy, wypędzenie kupców ze świątyni, nocną rozmowę z Nikodemem i spotkanie z Marią Magdaleną. Ambonę wieńczy baldachim z pozłacanej miedzi, z umieszczonym centralnie herbem biskupa Antonio Grassiego oraz herbami te miasta Chioggia i podesty Pietra Sagredo po jego bokach, symbolizującymi współpracę pomiędzy Kościołem a władzą polityczną przy odbudowie katedry.

#### Ołtarz główny
Ołtarz główny, dzieło architekta Alessandra Tremignona, stanowi zabytek wyjątkowej klasy artystycznej, należący do najcenniejszych dzieł rzeźbiarskiego wystroju katedry. Ustawiony centralnie na zakończeniu długiej nawy przyciąga od wejścia uwagę widza. Ma kształt dekoracyjnej Arki, ustawionej na wysokiej bazie. Symbolizuje dwa główne przedmioty kultu: kultu maryjny wyrażony w dedykacji świątyni (Wniebowzięcie Najświętszej Maryi Panny) oraz kult dwóch patronów miasta. Wystrój rzeźbiarski stołu ołtarzowego stanowią umieszczone pomiędzy małymi pilastrami panele (w liczbie 9) ze scenami z życia Maryi (od Zwiastowania o Wniebowzięcia) oraz obu Świętych Męczenników (od chwili ich aresztowania aż do gloryfikacji). Do ich wystroju użyto kamieni półszlachetnych, takich jak: agat, lapis lazuli, karneol i alabaster. Same pilastry ozdobione są z kolei pełnymi wdzięku, śpiewającymi puttami (w liczbie 11), przywołującymi na myśl te z katedry Santa Maria del Fiore dłuta Donatella.

#### Inne ołtarze
Ołtarz Świętego Jana Chrzciciela został konsekrowany w 1674 roku. Tabernakulum wykonał nieznany wenecki rzeźbiarza na przełomie XVII i XVIII wieku. Obraz ołtarzowy, Chrzest Jezusa, namalował genueński artysta Francesco Rosa. Po prawej stronie, na piedestale, stoi drewniana statua Najświętszego Serca Pana Jezusa, dzieło rzeźbiarza Cadorina z 1904 roku. Ołtarz Wniebowzięcia Najświętszej Maryi Panny, dzieło Bartolomea Cavalieri z około 1677 roku, został konsekrowany w 1682 roku. Kolejnym ołtarzem jest XVII-wieczny ołtarz Świętego Michała Archanioła oraz Świętych Hieronima i Augustyna (lub Antoniego).

#### Posągi Świętych Męczenników Feliksa i Fortunata
Najnowsze wyposażenie katedry stanowią aluminiowe posągi Świętych Męczenników Feliksa i Fortunata, będące dziełem rzeźbiarza Luigiego Tomaza (1980).